# 科妮莉亞 (喬治亞州)
科妮莉亞（英語：Cornelia）是一個位於美國喬治亞州哈伯沙姆縣的城市。

## 地理
科妮莉亞的座標為34°30′49″N 83°31′51″W / 34.51361°N 83.53083°W，而該地的平均海拔高度為457米（即1500英尺）。

## 人口
根據2010年美國人口普查的數據，科妮莉亞的面積為10.30平方千米，當中陸地面積為10.20平方千米，而水域面積為0.10平方千米。當地共有人口4160人，而人口密度為每平方千米403.88人。